# جی۴۱۸
جی۴۱۸ (به انگلیسی: G418) با فرمول شیمیایی کربن۲۰هیدروژن۴۰نیتروژن۴اکسیژن۱۰ یک ترکیب شیمیایی با شناسه پاب‌کم ۱۲۳۸۶۵ است. که جرم مولی آن ۳۶۶٫۳۷ g/mol می‌باشد. 